# テイルズ オブ デスティニー2
『テイルズ オブ デスティニー2』（Tales of Destiny 2、略称：TOD2 / デスティニー2）は、2002年11月28日にナムコから発売されたPlayStation 2用RPG。『テイルズ オブ』シリーズの1つ。2007年2月15日にはPlayStation Portable版が発売された。日本国外は未発売。2007年12月6日現在で日本国内出荷本数は110.6万本。
『テイルズ オブ デスティニー』の直接の続編。ジャンル名は「運命を解き放つRPG」。戦闘システムは無駄のない操作性や戦略性を要求する通好みのものとなっており、賛否が分かれた。システムには戦闘勝利時の掛け合いやグレードシステムといった、後のシリーズに受け継がれる要素が導入された。

## ストーリー
最大のレンズ「神の眼」を巡り、グレバム、ヒューゴ、そしてミクトランが起こした騒乱。だが蘇ったソーディアンと新たなるマスターたちの手によりミクトランは滅び、神の眼とともに世界を覆っていた外郭は砕かれた。スタンたちはソーディアンマスター「四英雄」とその仲間たちとして称賛を受け、再び世界はひとまずの平和を取り戻した。
そして、18年の月日が流れた――――――。
ルーティは孤児院を運営しており、腕白な子供達に手を焼きつつも世話をしていた。カイルは、父のスタンについて、数年前に家を出て冒険に旅立っていると母から聞かされていた。
ある日、兄貴分であるロニが使命と共に孤児院に帰ってくる。孤児院の借金を返すため、ロニとカイルは300万ガルドの価値があるというレンズを取りに「ラグナ遺跡」へと向かう。遺跡で肝心のレンズを見つけるが、レンズは突然砕け散り、リアラという不思議な少女が現れた。
カイル達に冷たい態度を取り、英雄を探していると言うリアラに対し、自分こそがその英雄だと伝えるカイル。だが、リアラはカイルの言葉を否定し、立ち去ってしまう。カイルは、英雄となるため、そしてリアラに自分が英雄であるということを証明するために、旅立ちを決意する。
やがてその旅路の中で、カイルは自分の運命を、英雄と呼ばれることの重さや責任を知っていく。世界を救うかリアラを救うかの2択を迫られたとき、カイルは初めて、英雄とは何なのかを考える。

## システム

### 戦闘システム
本作の戦闘システムはトラスト&タクティカル・リニアモーションバトルシステム (TT-LMBS) と呼ばれ、従来のLMBSには無かった新要素SPが大きな特徴。SPの存在により、ただ攻撃を繰り返しているだけでは不利になる局面もあり、駆け引きが要求される。

#### TPとSP
テクニカルポイントとスピリッツポイント。本作の戦闘で重要な意味合いをなす2つのファクター。どちらも最大値は100で固定されており、戦闘中の行動や時間経過によって減少・回復する。味方キャラクターは敵キャラクターよりも右側にいる間、SPとTPの最大値と回復量が50%減少するため、本作では挟み撃ちは非効率的な戦法となっている。
TPは術技使用のパワーソースとなる値。前述通り、最大値が100で固定されており、レベルアップしても増えることは無い。代わりにTP軽減という要素が存在し、術技の使用に要するTPを少なくできる。また、時間経過や通常攻撃を当てることなどで回復し、時間経過による回復はTP回復という値が高いほど早くなる。SPはキャラクターの精神力や集中力を表す値。SPが一定値以下になると命中率や回避率が低下してしまい、0に近い状態で攻撃を繰り出すと逆に自分がダメージを受けてしまう。武器攻撃を繰り出したり、マジックガードやバックステップといった行動を取ることで減少し、時間経過や敵の攻撃をガードすることなどで回復する。TP同様、SP軽減、SP回復という、消費量や回復量に関係する要素が存在する。

#### エンチャント
術技に特殊効果を付加するシステム。セットしておけば自動発動する「アームドエンチャント」と、種類によってはSPやTPの消費が必要で、任意で発動する「アクションエンチャント」の2種類が存在し、各術技にはアームドエンチャントとアクションエンチャントを1つずつセットすることができる。
エンチャントを術技にセットするには、その術技に蓄積されたポイントをセットしたいエンチャントに割り振る必要がある。このポイントはその術技の使用回数とイコールであり、使用回数の多い術技ほどより多くのポイントを必要とする高性能なエンチャントをセットできる。

#### 術技形態
本作の術技は、技は「特技」「奥義」の2段階、術は「下級」「中級」「上級」の三段階に分けられる。本作では全てのプレイヤーキャラクターが術と技の両方を修得するが、前衛タイプのキャラクターは術は中級までしか修得せず、逆に後衛タイプのキャラクターは技は特技までしか修得しない。
また、特定の術技からの連携でのみ発動できる術技も存在する。それには「追加特技」「秘奥義」「追加晶術」「具現結晶」の4種類があり、それぞれ特定のアクションエンチャントをセットした特技、奥義、下級・中級晶術、上級晶術から発動できる。
ナナリー以外の秘奥義は、SPが100またはそれに限りなく近くないと発動せず、発動時にそれを消費するので、通常状態では、SP付与やSP回復力や軽減力が上昇といった技巧的な方法を使わない限り、発動できない。ナナリーの秘奥義は、スピリッツブラスター状態でのみ発動する。
魔神剣、ファーストエイドといった、歴代作品の中で数多く使用できた技や術はほとんど存在しない（ただし魔神剣→蒼破刃、サイクロン→フィアフルストーム、インディグネイション→インディグネイト・ジャッジメントの様に互換性・擬似性のある術技もある）。

#### スピリッツブラスター
本作では敵味方問わず、キャラクターにブラスターカウントと呼ばれる非表示のパラメータが設定されている。ブラスターカウントはダメージを与えたり、ダメージを受けることなどで蓄積し、一定値以上に達したキャラクターはスピリッツブラスターという状態になる。また1人でもスピリッツブラスターになっていると、他のキャラクターはスピリッツブラスターにはならない。スピリッツブラスター中のキャラクターは敵の攻撃に仰け反らなくなるほか、SPが100で固定され減らず、TPの回復速度や術の詠唱速度が上昇するなどの恩恵を受けることができる。スピリッツブラスターは一定時間経過する他、攻撃を行う・味方に回復晶術をかける・HP以上のダメージを受けるなどで解除され、ブラスターカウントは0に戻る。

### GRADEシステム
戦闘終了後、戦闘内容の良し悪しに応じてGRADEというポイントが加算（または減算）される。増減する要因は様々で、たとえば連続でコンボ・チェインを決めるなど華麗な戦いを演じればポイントが加算され、逆にメンバーが戦闘不能になるなど無様な戦いを演じると減算される。プラスおよびマイナスの上限は難易度によって異なり、難易度が高いほど増減幅も大きい。2周目以降のストーリーを始める際に「グレードショップ」という画面が現れ、ポイントを支払うことで「HP増加」「アイテムを持てる数を増やす」「持ちガルド引継ぎ」など、プレイを有利に進められるようになる。なお、有利なものだけではなく、「HP減少」「経験値半減」など、あえて不利にすることでやり込みを目指すプレイヤー用の特典も用意されている。GRADEの合計はプレイ中には見ることができず、グレードショップに入ったときにのみ確認できる。このシステムは後の作品にも適用されている。

### スクリーンチャット
『テイルズ オブ ファンタジア』（PS版）で好評だったフェイスチャットが進化し、キャラクターの立ち絵を基本にまるでアニメのような会話が展開する。本作ではパターンもかなり多く、ビジュアルノベルゲーム並みのボリュームがある。ある場所で、今まで見てきたスクリーンチャットを閲覧することもできる。
しかし、PSP版でも、「スクリーンチャットのタイトルが表示されない」という点は改善されていない。

## 用語
レンズ
およそ1000年前に落下してきた巨大彗星の核となる物質の破片。エネルギーの発生装置としての性質を持ち、18年前までは人々の生活に密着した欠かせないものだった。だが、第二次天地戦争以降は世界的にレンズを危険視する風潮が広まり、本作における現代ではほとんど需要は無い（テイルズ オブ デスティニー#レンズ参照）。
天地戦争
空中都市と地上による戦争。およそ1000年前に起きた第一次天地戦争と、18年前に起きた第二次天地戦争の2つがある。第一次天地戦争に関してはテイルズ オブ デスティニー#天地戦争を参照。
第二次天地戦争は、約1000年前の第一次天地戦争でかろうじて生き延びていた空中都市の支配者ミクトランが引き起こした。ミクトランはオベロン社の総帥ヒューゴ・ジルクリストを操り「神の眼」を奪って空中都市を復活させたが、スタン・エルロンら現代のソーディアン・マスター達によって倒され、戦争は再び地上の勝利に終わった。
ソーディアン
使い手の人格を投射した高密度のレンズ「コアクリスタル」を嵌め込んだ、意思を持つ剣。第一次天地戦争の末期に地上軍の切り札として6本が開発。地上軍の主戦力となり、戦後に封印・隔離措置が施されていた。
第一次天地戦争末期に天上軍の支配者ミクトランの画策により第二次戦前に3本が強奪、うちアトワイトは地上軍と合流、両軍に分かれソーディアン達は敵対する。
第二次天地戦争の最中シャルティエが地上軍より離反、最終戦で地上軍側ソーディアン4本は、神の眼を破壊する際にコアクリスタルを神の眼に共鳴させる方法で破壊（結果的に自決）。残された刀身及び残るソーディアン2本は詳細が分からないまま天空都市と共に海中へ落下した為、これらの現存は確認されていない。各地に見られる物はみな刀身を模したレプリカである。
ゲーム中ではオープニングと終盤のイベントでしか、ソーディアンを見る事はできない。
晶術
レンズのエネルギーを用いた術。前作ではソーディアンマスターしか使えないとのことだったが、本作の攻略本において、ある程度の訓練によって一般人でも使えるという設定になっている。ただし、擬似的な晶術であり、ソーディアンを用いた晶術には及ばない（実際、作中でソーディアンマスターが使う晶術の威力にカイル達が驚く場面がある）。また、威力は所持者の資質と所持しているレンズの晶力の強さに左右される。（例えばハロルドが所持しているものは非常に強力である為、クレイジーコメットのような禁術も扱える）

## 地理・前作との地理の違い
本作は前作（PS版『デスティニー』）の騒乱後を描いており、前作の地理とは多少違う部分が存在する。

### 現代
この項目では元々の時間軸である現代（神の眼を巡る争乱から18年が経った時代）の地理を説明する。
セインガルド
前作と比べると、騒乱後の被害が一番目立つ地域。首都は壊滅し、大多数の町が消滅してしまった。
ダリルシェイド
前作では首都として存在したが、本作では古都として扱われている。町の機能は停止しており、難民が後を絶たない。
アイグレッテ
ダリルシェイドの壊滅に伴い、ストレイライズ大神殿の近くに新しく誕生した都市。本作の現代における首都。エルレインの干渉からか騒乱後に技術が進歩したためか、ダリルシェイドより近未来的な構造になっている。下町には多くの商品が揃ったバザーもある。
クレスタ
本作の主人公であるカイル、ロニ、そして母であるルーティの育った町。セインガルド内において唯一、神の眼の騒乱で壊滅を免れた町。この町の近くには空中都市の1つだったクラウディスがラグナ遺跡として存在する。
ハーメンツ
アルメイダ
これらの町は、騒乱時に町ごと壊滅し、本作では登場していない（住民はアイグレッテに移住）。旧アルメイダの近くにはハーメンツヴァレーというダンジョンが存在する。

フィッツガルド
ノイシュタットとリーネを繋ぐ街道が濃い霧に覆われるようになった（白雲の尾根）。地形も複雑になり、開拓された洞窟を通る必要がある。
ノイシュタット
変化は少ないものの、公園が無くなり闘技場が小さくなるなど、前作と比べると規模が小さくなり、貧富の差もなくなった。近くには、前作には存在しなかったオベロン社廃坑というダンジョンが存在する。
リーネ
辺境の土地柄が幸いしてか、騒乱の影響は受けておらず、変化も無い。マギーの畑も健在で、種や肥料のバリエーションが豊富になっている。

ファンダリア
各国の中で唯一、完全に復興した国家。前作同様、王政のままである。
ハイデルベルグ
騒乱後の復興に伴い、都市が2つに分かれた首都。騒乱を題材とした資料館を境に城門側が新市街、城側が旧市街である。ちなみに前作のパーティキャラクターであるマリーが経営する宿屋も、この旧市街の中にある。
スノーフリア
首都と同じく、騒乱後に復興を遂げた。港としての機能も正常に果たしている。
サイリル
ジェノス
これらの町は、騒乱後に壊滅。住民はハイデルベルグへ移住した。また、サイリルの近くには、前作には存在しなかった天地戦争時代の地上軍の駐屯地である地上軍拠点跡地が存在する。

カルバレイス
被害こそ少ないものの、前作と比べると活気がさらに失われた部分がある。
カルビオラ
アタモニ神団の活発化により、首都ではなく神殿のみの聖地となった。町としては機能していない。
チェリク
港町だった前作と異なり、水上の町となった。
ホープタウン
騒乱後の地殻変動によってオアシスが生まれ、その中に築かれた町。ナナリーとルーの故郷でもある。
ジャンクランド
本作では登場しない。住民はホープタウンへと移住した。トラッシュマウンテンというダンジョンが登場し、その入口にわずかながら町の面影が窺える。

アクアヴェイル
前作から統一に成功し、1つの町となった。町の風景は「和風」「中華風」などから、「和風」と固定された。隠しダンジョン「アクアラビリンス」があるのもここ。前作でシデンとモリュウを繋いでいた洞窟は登場しない。

### 改変現代
この項目ではストーリーの過程で登場する、改変された現代の地理を説明する。また、都市の名前は全て1000年前の天地戦争時代と同じものである。なお、この世界においては、バルバトスが英雄として人々から崇められ、エルレインは神として太陽や空気のように不可欠な存在になっている。
蒼天都市ヴァンジェロ
全体が青いドームに包まれている。町の中も青を基調としたデザイン。存在位置は史実現代のクレスタ近郊。
紅蓮都市スペランツァ
こちらは全体が赤いドームに包まれており、内部も赤を基調としたデザイン。2階にはこの世界の地図がある。位置は旧ジェノスに近い。
黄昏都市レアルタ
町全体が黄色いドームに包まれている。各都市の中で一番大きく、長らく使用されず放置された資料館もある。位置はハイデルベルグに近い。
光のほこら
標高の高い山の上に建つ、ダイクロフトへ繋がるほこら。ベルクラントからレンズエネルギーを放射し、ここで分散させて各都市にエネルギーを供給している。
ダイクロフト
この世界の首都に該当する都市。選ばれた特権階級の人物のみが光のほこらを通じて入ることができる。大量のレンズが保管されている。
なお、地名ではないが、破壊されたラディスロウの残骸らしきものが墜落している光景を見ることができる。

## 登場人物

### 主要人物
カイル・デュナミス (Kyle Dunamis)
声 - 福山潤（幼少時代 - 嶋方淳子）
15歳 / 身長160cm / 体重55kg
本作の主人公。四英雄であるスタン・エルロンとルーティ・カトレットの息子。両親の姓を名乗らないのは、デュナミス孤児院に預けられた子供達と平等になるように、とのスタンらの考えによる命名で、ロニや他の孤児も全員同じ姓を持つ。
偉大な英雄でもある父親スタンに憧れていることもあり、英雄志願の念が強い。しばしば後先考えず無鉄砲に突き進んでしまう。性格はよく言えば無邪気かつ熱血漢。決して自己中心的な性格ではないのだが、物事をつい自分の価値観のみで考えてしまう傾向もある。スタンに似て極めて寝起きが悪く、立ったまま寝ることもある。一方で礼儀正しさもスタン譲りで、ロニのように特に親しい仲間を除けば、年長者などには敬語を使う場面が多い。
巨大レンズから現れたリアラに運命を感じ、リアラの英雄になることが英雄に繋がると考え、彼女を追って旅に出る。当初は自分が周囲から「スタンの息子」としか見られていないことに気づかないほど未熟だったが、旅を続けるうちに、英雄と呼ばれることの責任と、英雄になる重さを知ることになる。
「神の眼の騒乱」の首謀者とされるヒューゴは祖父と孫の関係でジューダスことリオンの甥だが、本人は一切そのことを知らされずに育てられた。そのため、リオンを世間同様に「裏切り者」と認識して嫌っているが、やがてジューダスの正体とリオンが裏切った経緯と心境を知り、考えを改める。
シリーズキャラクター共演作品では、唯一親子として登場した「テイルズ オブ バーサス」とメインシナリオ中にて語った「テイルズ オブ ザ レイズ」を除いて、スタンとは親子関係であることをスタンたちの世代の人間などに知られないように行動をとっている。これは、カイル自身が息子であることをスタンに知られた場合、それまでの歴史に大きく影響が出てしまう（最悪、カイル自身が生まれなくなってしまう可能性が出てくる）ことを防ぐためで、本作でも同様に、18年前の騒乱でスタンたちとダイクロフトで鉢合わせになった時も、親子関係以外として接触している。なお、バーサスでは互いに親子であることを認識しているが、スタン自身の年齢設定がどうなっているかは不詳のままである。
リアラ (Reala)
声 - 柚木涼香
16歳（外見上） / 身長155cm / 体重41kg
本作のヒロイン。ラグナ遺跡の巨大レンズから現われた不思議な少女。レンズのペンダントを用いて様々な奇跡を起こすことができ、エルレイン同様に「聖女」と呼ばれている。
カイル達と出会った時は英雄探しで頭がいっぱいだったこともあって周囲にそっけなかったが、仲間になると好奇心旺盛で明るく責任感が強く、一人で考え込んでしまう性格であることがわかる。ストーリー中盤になると彼女がパーティから一時的に離脱する。探し求めていた英雄がカイルであったことが判明すると、自分の考えよりも自分の英雄であるカイルの主張を優先する。また、歴代テイルズのヒロインと比べて主人公へのアプローチがかなり積極的で、「私とデートしたくないんだ」などと言ってカイルをデートに誘うほどの相思相愛ぶりを見せる。
正体は人々を「完全なる幸福」に導くため、10年後の未来でフォルトゥナが創造した「二人の聖女」の一人で、フォルトゥナの化身である。ゆえにフォルトゥナの消滅は、彼女の死を意味している。その事実を知ったカイルが自暴自棄になって「英雄なんかやめてやる」と言い放った際に彼を叱咤激励して、英雄としての使命を全うさせる熱い一面を持ち合わせている。旅の終わりでは、カイルと再び出会える「運命」を信じ、自らのその悲しき「運命」を受け入れるようになっていく。
ロニ・デュナミス (Loni Dunamis)
声 - 関俊彦（幼少時代 - 雪乃五月）
23歳 / 身長180cm / 体重75kg
カイルの兄貴分の青年。デュナミス孤児院を離れアタモニ騎士団に所属していたが、レンズ重視の神団のやり方を良く思わず、カイルと共に旅立つ為に騎士団を抜ける。
美女を見つければナンパすることを常としているが、振られまくっており、「ふられマン」と呼ばれることすらある（チャットタイトルにも使われている）。しかし実際は年相応の思慮深さを持ち、無鉄砲な行動を取るカイルにブレーキをかける保護者的存在でもある。過去に孤児院で起きたある事件について負い目を感じているため、カイルに対しては過剰とも言える優しさを見せる。ジューダスにからかわれたりナナリーに絞められたり、ハロルドの実験の材料にされるなど、パーティメンバーの中では極度のいじられキャラである。お化けが苦手。奥義「神空割砕人」の派生技である秘奥義「震天裂空斬光旋風滅砕神罰割殺撃」は、1周目から使用可能な全ての秘奥義中、最高の威力を誇る（PS版は3周目以降・PSP版は2周目以降の場合、ジューダスの隠し秘奥義「真神煉獄刹」に劣る）上に、歴代最長の漢字表記技名とされている。戦闘メンバーにカイルがいる状態で、奥義「神空割砕人」使用時に1撃目「あの世逝きだ！」の部分で敵の攻撃を受けると、カイルから「お前が逝ってどうする！」と鋭く突っ込まれてしまう。また、2周目以降に秘奥義「震天裂空斬光旋風滅砕神罰割殺撃」を使うと、1/8の確率（特定の武器を装備すると1/2）で失敗バージョン「震天裂空斬光旋風滅砕神罰攻撃」が発動してしまい、威力が激減してしまう（秘奥義の最後に武器がすっぽ抜けてしまい、正拳でごまかす演出になる）。失敗バージョンの発動を確実に防ぐには、カイルを戦闘メンバーから外すしかない。
ジューダス / リオン・マグナス (Judas / Lion Magnus)
声 - 緑川光
16歳 / 身長159cm / 体重48kg
常に怪物の頭蓋骨の形をした仮面をかぶり、顔を隠している不思議な少年。口数が少ない冷めた皮肉屋だが、その心中には仲間を思いやる優しさを秘めている。また、熱血さも混ざっており、クールな面はそのままに、スタンやカイルに引けを取らない強い心の持ち主でもある。戦闘では長剣と短剣の二刀流のスタイルをとり、その年齢や体格からは想像もつかないほど、剣の技量や過去の騒乱における知識を持っている。その一方で、好き嫌いがあるなど子供っぽい一面も持つ。名前はカイルに付けられた。「ジューダス」は裏切り者を意味するユダの英語読みである（新約聖書以前は「賛美・賞賛」を意味していた）。
その正体は、18年前の騒乱時にスタン達四英雄を裏切りヒューゴ側についたソーディアンマスターのリオン・マグナス。バルバトス同様にソーディアン・シャルティエと共にエルレインの力によってカイル達の時代に蘇った（シャルティエは武器として使うことはできない）。カイルの叔父に当たる。カイルやロニをからかうなど、若干性格がやわらかくなっている。リオンの時と比べ性格がやわらかくなっているのは、それまでの複雑な環境が無くなったことや、スタンたちとの付き合いが影響されている。本編では、ルーティの弟だということを明かそうとしながらもやめており、カイル達が知ることはなかったが、漫画版では何故かロニが知っていた（本編では昔スタンとルーティと三角関係だったのでは、とロニに追及されていた）。
PS2版『テイルズ オブ デスティニー』のリオンはシャルティエと短剣の二刀流となり、ジューダスの（秘奥義も含めた）術技を習得する。
フォルトゥナ戦直前にステータス画面で彼のステータスを確認すると、何故か仮面を外している。また、3周目以降（PSP版では2周目以降）のプレイでストーリー後半（ジューダスの正体が判明以降）から、奥義「魔人滅殺闇」→秘奥義「義憐聖霊斬」→隠し秘奥義「真神煉獄刹」を使うと、戦闘中にジューダスの仮面が壊れ、同時に素顔のカットインが表示される。ただし、隠し秘奥義「真神煉獄刹」の発動率は1/5の確率（PSP版では1/2）と決まっている。発動後は戦闘終了まで素顔で戦うことになるが、隠し秘奥義「真神煉獄刹」の発動率が100％になる。
PSP版では「アクアラビリンス」にリオン・マグナスの幻体が出現する。
ナナリー・フレッチ (Nanaly Fletch)
声 - 川上とも子、かかずゆみ（TOVS以降）
19歳 / 身長162cm / 体重49kg
ホープタウンで狩猟などをして生計を立てている女戦士。10年後の未来で仲間に加わるキャラクターで、「現代（カイル達の時代）」のナナリーは9歳の少女である。
弓に関しては百発百中の技量を持つ。姉御肌で面倒見がよく、パーティー内ではその腕前から料理を担当することが多い。カイル曰く性格や雰囲気が「ルーティに似ている」。反面、口数の減らないロニに対しては素直になれず、暴力的とも言える態度を取ることが多く、ロニも他の女性のようにナナリーを口説こうとはしていない。サブミッション系の体術を得意とするが、ロニ以外には使わない。カイルの見解では、ロニとナナリーは「基本的にロニがナナリーを怒らせているので黙っていればお似合い」とのこと。
過去に弟ルーを亡くしているが、2人で一生懸命生きたから後悔はないと明るく振舞っている。しかし、実際は救える命を救えなかった自分を責め続ける後悔の念があり、旅の途中で過去と向き合うことになる。
カルバレイス出身であるため天上人の子孫に当たるのだが、本人は全く気にしていない。
公式サイトでは「軍馬を操る、非アタモニ陣営の女戦士」と紹介されているが、ゲーム本編にそれらの設定は存在しない（取扱説明書では別の紹介文に置き換えられている）。さらに初期設定ではレジスタンスの一員である。またファミ通の攻略本にて、彼女の存在が省かれている。
メインキャラクターの中で唯一秘奥義が1つしか存在しておらず、後衛キャラクターだが具現結晶も使用することができない。こうなった理由として「テイルズ  オブ ザ レイズ」のプロデューサーレターにより、当時の開発チームの考えではTOD2のシステム上、弓を扱うキャラクターは利点が多いと判断され、バランスをとる必要から弱めの調整をされた為。
なお、「テイルズ オブ バーサス」では当時川上が病気療養であったため、かかずがナナリーの声優を代役として担当している。後に川上が他界したため、以降のナナリーが出演する作品では、かかずが正式な2代目の声優として引き継いでいる。
ハロルド・ベルセリオス (Harold Belserius)
声 - 平松晶子
23歳 / 身長149cm / 体重35kg
地上軍大佐工兵隊部隊長。ソーディアンを発明した天才科学者でマッドサイエンティスト。ソーディアン・ベルセリオスの人格のオリジナルであり、地上軍軍師カーレル・ベルセリオス中将の二卵性による妹である。ハロルドという名は自称で、この名前にしておけば後世の人間が勘違いすると思い、面白がって名乗っている。その思惑は成功したらしく、1000年以上経過した第二次天地戦争以降（カイル達にとっての現代）でも、男として歴史に名を残しており、当初カイルやジューダスは彼女がハロルドであることを信じなかった。ハロルド以外の偽名も沢山持っており、彼女の部屋の所有物にはそれぞれ異なった名前が刻まれている。
幾多の功績により貢献著しいハロルドが大佐どまりなのは、実際には一研究者でしかないため。彼女が軍で動きやすいように地上軍が与えたのが大佐という階級。工兵部隊長といっても実際には兵を率いたことは無く個人業が主となる（ハロルド自身にとっても階級はただの印でしかない）。
物事を「面白いか、否か」で判断し、カイル達の仲間に加わったのも「ついていけば面白そう」という理由から。科学に関しては天才的だが、他の面では子どものように単純な言動が目立つ。パーティーメンバーの身体（特にロニやジューダス）を使って実験を行うことがあり、料理に薬品を混入するときもあるため、仲間達は彼女の料理を危険視している。しかし、自分を襲う歴史上の悲劇を知ることになっても、それを受け止め、乗り越えて進んでいくなど年相応の精神もある。
初対面の敵と戦闘になった際、彼女がメンバーに居てスペクタクルズを1個以上持っていると、開始直後に「勝手にスペクタクルズ」で敵のデータを採取する。また、戦闘終了時には胸が揺れることがある。
PS版『デスティニー』ではベルクラントでのミクトラン復活時に1度だけソーディアン・ベルセリオスとして発言しているが、「ベルセリオス」という事以外は不明。この当時ハロルドは男として設定されている。『デスティニー2』以降のテイルズ オブ シリーズでは、ソーディアン・ベルセリオスとしての発言は無い。カーレルの人格が投射されたと認識していた他の面々が、何故ハロルドの人格に気づかなかったかは説明されていない。カスカベアキラ版『デスティニー』の漫画ではシャルティエの回想にて登場する。

### アタモニ神団 / フォルトゥナ神団
エルレイン (Elrane)
声 - 榊原良子
27歳 / 身長160cm / 体重43kg
現アタモニ神団の指導者となっている女神官。信者からは「聖女」と呼ばれ崇められているが、実際は「人々の幸福のためには手段を選ばない」という徹底して冷徹な美女。バルバトスを復活させ、スタンの殺害、更にはフィリアやウッドロウに重傷を負わせた。ジューダス（リオン・マグナス）を復活させたのも、バルバトスと同様、自身の配下にするためだったが、ジューダスの心境を察することまでは出来なかった。口癖は「愚かな」。
リアラ同様フォルトゥナによって創造された「二人の聖女」の片割れであり、リアラ以上の力を持っている。彼女はひたすらに人々の幸福を求める内に「痛みがない＝幸福」という理論を持つようになり、歴史に干渉して「幸福」を害する要素を排斥するようになる。その本性を知ったカイルたちには幾度も邪魔され続けた結果、独りよがりな思想は更に歪み続け、最後は神の卵と呼ばれる彗星を地上に衝突させ、人間を死滅させて神の力で自由意志を奪った形で復活させようとする。
造物主であるフォルトゥナが存在する限り、何度でも復活する。
「テイルズ オブ ザ ヒーローズ ツインブレイヴ」にも出演し、聖剣エターナルソードを巡って各シリーズキャラクターたちと対峙する。
『テイルズ オブ ザ レイズ』ではプレイアブルキャラクターに昇格。
ガープ (Gaap)
声 - 菅原淳一
ダンタリオンやサブノックと同じく、エルレインに仕える戦士。フォルトゥナ神団最後の守護者としてカイルたちの前に立ちふさがる。エルレインの行いを「崇高な理念」、それを邪魔するカイル達に対しては「正義の鉄槌を下す」など、その忠誠心は狂気の域に達している。
サブノックやダンタリオンと比べるとカイル達と衝突する回数が多いが、直接戦うのは終盤の一回のみ。戦闘ではエルレインから力を授かることで怪物に変身し、突風やレーザーなど特殊な技を繰り出してくる。その強さは同士であるダンタリオン、サブノックを遥かに凌ぐ。
小説版ではサブノックの師匠とされており、剣も使えるようだが、戦闘ではその剣さばきを見ることは出来ない。
原作ではハイデルベルグ城襲撃の際、エルレインに切りかかったロニの前に立ちふさがり、瞬く間に弾き飛ばしたことから通常時の実力が窺える。その際に剣を使ってロニの攻撃を防いでいた。
サブノック (Sabnock)
声 - 長嶝高士
ゲーム序盤にカイル達と対峙する謎の剣士で、エルレインの配下。エルレインがハイデルベルグ城を襲撃した際に護衛として現れた。渋い台詞を口にする、武人肌な人物。獣の頭を模した兜を被り、「オセ」という白豹のようなモンスターを従えている。戦闘ではオセに後方から術などで援護させ、自分は前方で剣技や術を繰り出す戦法を取る。サブノックが先に倒れると、オセは撤退してしまう。
小説版ではガープの弟子という設定であり、空に投げられた鎧を輪切りにする程の太刀筋を誇っている。
PSP版では「アクアラビリンス」に精神体として現れる。
ダンタリオン (Dantalion)
声 - 長嶝高士
改変現代にて、ダイクロフトに突入したカイル達を迎え撃ったエルレイン配下の老神官。リアラを神団の意見に賛同させようと説得を試みるが、すでに彼女とエルレインの溝が深まっていることに気づき、断念する。中級晶術の使い手で、戦闘では弓使い型の敵「セージ」を2人連れ、彼女達に前衛を守らせ自分は後衛で術を放ってくる。
PSP版では「アクアラビリンス」に精神体として現れる。
フォルトゥナ (Fortuna)
声 - 島津冴子
本作のラストボス。人々の「幸福になりたい」という思念がレンズに蓄積し、具現化された神。神としての体を得たものの、完全な形では降臨しなかったため、目的を実現させるために自分の分身となるリアラとエルレインを創造した。
フォルトゥナという名前の意味は「運命」もしくは「運命の女神」。人々の幸福を考えていたが、カイルやリアラに「神がいなくても人間は幸せに生きていける」と説得を受け激怒。自分の存在意義を否定されたことで怒り狂い、最終的にエルレインの意思に同意してしまう。
漫画版では不完全な状態で降臨したために暴走し、やむなく一行と対決、という設定に変更された。

### 前作のパーティーキャラクター

#### 四英雄（ソーディアンマスター）
スタン・エルロン (Stan Aileron)
声 - 関智一
27歳没（エンディング時は37歳） / 身長172cm / 体重63kg
前作の主人公。カイルの実父。「ディムロス」の元マスター。神の眼の騒乱の後、ルーティと結婚し、カイルをもうける。本来はまだ生きているはずだが、十数年前、時空に干渉してきたバルバトスからロニを人質に取られて殺害された。ロニやルーティはカイルに、「スタンはカイルが生まれた後遠くへ冒険の旅に出た」と偽り、父の死亡の事実を隠している。カイルはスタンの顔もまともに覚えていないが、「信じること、信じ続けること、それが本当の強さだ」という信念は受け継いだ。彼の運命は、歴史の改編によって大きな影響を受けている。
カイルたちの手によって本来の歴史に戻された後は生存し、カイルと共に剣技に励んでいる。また、ルーティと共にデュナミス孤児院を経営しているため、現代までに成長した息子と両親の姿を見ることが出来る。
漫画版では、バルバトスに深手を負わせた唯一の人間であるため彼のトラウマになっている。物語終盤では神の眼の前でカイルとの夢のタッグ（他の仲間は手が出せない状況）で見事バルバトスを倒した。また、リーネに彼の墓が安置されている。
ルーティ・カトレット (Rutee Kartret)
声 - 今井由香
36歳 / 身長157cm / 体重46kg
前作のヒロイン。カイルの実母。「アトワイト」の元マスター。「神の眼」を巡る騒乱の後、スタンと結婚し、カイルを出産。結婚に際し、義妹リリスから目覚まし奥義「死者の目覚め」を伝授された。クレスタの街でデュナミス孤児院を経営し、腕白な子供達に囲まれながら、多くの孤児を育てている。相変わらず勝気で母性に溢れており、肝っ玉母さんを地で行くが、たまに繊細な内面も表れる。
バルバトス襲来の際、スタンが殺害された後に自身も重傷を追っている。一命をとりとめた後、上述のとおりロニとともに記憶をなくしたカイルに、父は旅に出ていることを伝える。
PSP版では、息子を試すため18年前の装備で闘技場に参戦。現役さながらの俊敏な動きを見せる。
フィリア・フィリス (Philia Philis)
声 - 井上喜久子
37歳 / 身長162cm / 体重45kg
「クレメンテ」の元マスター。アタモニ神団の本部でもあるストレイライズ大神殿で、司祭兼研究員をしている。かつてはスタンに想いを寄せていたが、彼がルーティに想いを寄せている事に気付き、身を引いた。本作では高潔さはそのままに、前作のような慌てっぷりはほぼ無くなり、とても落ち着きのある女性となった。そのためか、一部の信者からは聖女と称えられている。
PSP版では、ウッドロウと共に18年前の装備で闘技場に参戦。卓越した晶術の扱いはいまだ健在であり、手製のボムによる援護もこなす。
ウッドロウ・ケルヴィン (Woodrow Kelvin)
声 - 速水奨
41歳 / 身長181cm / 体重68kg
現ファンダリア国王。「イクティノス」の元マスター。賢王と称えられる名君であり、領民や臣下からの信頼は絶大。そのため、先の動乱の後、ファンダリア中から集められたレンズを王室で保管することとなった。とても気さくな人物だが、年齢のせいか幾分疑り深くなっている。当初は、スタンの息子であるカイルを自分の息子のように思っていたが、歴史改変を食い止めた後は、成長した一人の対等な男として認識を改めた。
PSP版では、フィリアと共に18年前の装備で闘技場に参戦。技量は全く衰えていないようで、剣に弓に晶術、と多彩な攻撃を得意とする。

#### ソーディアンマスター以外のメンバー
マリー・エージェント (Mary Agent)
42歳 / 身長不明 / 体重不明
ハイデルベルグ城下の宿屋にて登場する。前作で登場した夫のダリスは既に亡くなっている。前作でプレイヤーの行動によってダリスが生き残るか亡くなるか分かれていたが、いつ亡くなったについては不明。
チェルシー・トーン (Chelsea Tone)
32歳 / 身長不明 / 体重不明
前作終了後しばらくして行方が分からなくなったと、ハイデルベルグ城下の博物館で記されている。実際はダイクロフト落下の際に消滅した故郷ジェノスを復興させようと、跡地にて小屋を建て住んでいる。終盤に登場、カイル達に復興に必要な物資のお遣いを頼むイベントがあり、達成するとお礼に彼女特製の弓を貰える。ウッドロウのことは「手の届かない人になってしまった」と言っているが、今でも「永遠の王子様」として慕っている。
ジョニー・シデン (Johnny Shiden)
44歳 / 身長不明 / 体重不明
アクアヴェイルの旅籠「シデン」に、「彼の歌は聴いたかい？」と訊く男がいる。
アクアラビリンスにてマグナディウエスの討伐後、本人と出会うことができ、アイテムが貰える。
マイティ・コングマン (Mighty Kongman)
57歳 / 身長不明 / 体重不明
ノイシュタットの闘技場にて登場。現役からは退いており、伝説のチャンピオンとして名前を残している。前作で敗れたスタンの息子カイルを嫌っている。

#### ソーディアンチーム
前作にて登場したソーディアン達のオリジナル人格にして初代マスター。共に地上軍の将校達である。前作のドラマCDを経て声優や性格が決定されており、本作発売前に先行した小説やコミックスでは初期での断片的な設定を元に書かれたものであるため、容姿やキャラクターが異なっている。
PS2版『デスティニー』では彼らの容姿がチャット内でのソーディアンの姿として表現されている。
ディムロス・ティンバー (Dymlos Tinbar)
声 - 置鮎龍太郎
ソーディアン・ディムロスの初代マスター。地上軍の特攻隊長兼中将。熱血突撃型だが、指揮官としての責務を忘れるような真似はしない。アトワイトとは恋人。「必ず生きて帰って来てくれ」が口癖であり、彼を慕う部下も多い。斬り込み隊長としてのあり方は核弾頭、突撃兵という二つ名によって表現されている。
髪の色は紺色だが、小説版『テイルズ オブ デスティニー 天地戦争編』では赤毛、かつラフなスタイルで、戦うことができるという理由で軍に入った戦争狂として描かれた。
『ザ レイズ』ではプレイアブルキャラクターに昇格。
アトワイト・エックス (Atwight Eks)
声 - 宇和川恵美
ソーディアン・アトワイトの初代マスター。衛生兵長で、階級は大佐。クレメンテの主治医でもあり、ディムロスとは恋人。彼女に恋愛感情を抱いていたバルバトスに「俺の女になれ！」と言われ、断った経緯がある。小説『天地戦争編』ではヒロイン。水色の髪で露出度が高い服装であり、かなり冷静な性格として描かれている。
『ザ レイズ』ではプレイアブルキャラクターに昇格。
ピエール・ド・シャルティエ (Pierre de Chaltier)
声 - 石川英郎
ソーディアン・シャルティエの初代マスター。階級は少佐。チームの他の面々に対する劣等感に苛まれており、日記に不平不満を書き連ねている。髪の色はPS版と本作では金だが、後に発売されたリメイク版『デスティニー』では銀になっている。また、彼のソーディアンは劇中ではジューダスと行動していたため言葉こそしゃべらないものの常に彼と共に在り、エルレインによって改変された世界において重要な情報をもたらした（イベントで、ジューダスが一人でシャルティエと会話している描写はあるものの、セリフは一切無い）。前作では使命放棄したかと思われていたが、本作では神の眼の破壊に遅れて参加していた事が中盤で判明する。
前作・本作ともにディムロスの指摘や本人の発言で見受けられるが、天地戦争時代ではチームの中では柔らかく、気弱な印象を受ける。PS版『デスティニー』の攻略本には「才能を発揮できずに苦い思いをしている」ということが記載されている。しかし、長い年月やリオンと過ごした時間が彼を変え、皮肉が好きなひねくれ者へと変貌した。
『ザ レイズ』ではプレイアブルキャラクターに昇格。
ラヴィル・クレメンテ (Laville Clemente)
声 - 八奈見乗児
ソーディアン・クレメンテの初代マスター。地上軍最高幹部の一人。天地戦争初期から戦い続けている。温厚な性格だが、周囲の制止を振り切り自ら前線に打って出る血気盛んな一面もある。
イクティノス・マイナード (Igtenos Minarde)
声 - 松野太紀
ソーディアン・イクティノスの初代マスター。情報将校で、階級は少将。部屋に恋人の写真を飾っている。冷静な理論派。ディムロスとは性格が合わないとされているが、本作で諍いの場面は特に無い。
カーレル・ベルセリオス (Karell Belserius)
声 - 飛田展男
ハロルドの双子の兄で、ソーディアン・ベルセリオスの初代マスター。天才的な軍師。階級は中将。ディムロスとは苦楽を共にする親友同士。穏やかで優しく妹想いな性格である。
小説版『テイルズ オブ デスティニー 天地戦争編』では主人公。髪の色は黒く、性格もゲーム版とは正反対。自分も他人も信じられず、アトワイトを「いけ好かない博愛主義者」と評する容赦ない激しい男として描かれている。
『ザ レイズ』ではプレイアブルキャラクターに昇格。

### その他のキャラクター
バルバトス・ゲーティア (Barbatos Goetia)
声 - 若本規夫
32歳 / 身長187cm / 体重82kg
「英雄」を恨み、「英雄」と称される者をことごとく殺害しようとする狂戦士。「噛み付く悪魔」を意味する巨大な斧「ディアボリックファング」を片手で振るえるほどに鍛え抜かれた肉体を誇り、スタン、ルーティ、フィリア、ウッドロウの前に姿を現し、その凶刃と圧倒的力量を振るう。「英雄」を自称するカイルと一戦交えた後は、何度もカイル達の前に立ち塞がる事となる。
その正体は、エルレインの神力で蘇った第一次天地戦争時代の地上軍の軍人。後にソーディアンチームに選抜されたディムロス以上に有能な戦士だったが、その冷酷かつ残忍な性格からくる凄惨な戦い振りが災いし、ディムロスのように「英雄」と称えられることは無く、ディムロスへの対抗心とアトワイトを得たいがため、地上軍を裏切り、ディムロスによって処刑される。「英雄」に対する激しい憎悪は「英雄」に見合うだけの力量と才覚を持ちえながら「英雄」と称えられることなく果てた無念の裏返しによる。PS2版『デスティニー』では亡霊として登場する。
10年前にはカイルとロニの前でスタンを殺害しており、ロニに力不足と「カイルを守る」という植え付ける原因となった。
最後はカイル一行との3回目の戦いで敗北するも、それでも自らの敗北を認めず「誰にも俺は倒せない、俺は俺の手で死を選ぶ」と言葉を残し、大声で笑いながら自ら命を絶った。以降は登場しないがリメイク版ではアクアラビリンスに強敵として登場する。
味方キャラクターの特定の行動に対してカウンター攻撃を行う。戦闘難易度を上げるとカウンター攻撃の条件がさらに増え、様々な行動に対してカウンターが繰り出される。また、晶術の一つ一つに「灼熱の」「殺戮の」といった枕詞を付けている。
ナムコの「記憶に残る敵」のアンケートで第2位にランクインし、第3回人気投票では本作のキャラクターとしてはジューダスに続いて2位である。また、他のシリーズ作品に隠しボスとして登場したり、敵キャラクターでありながら特典DVDのチャットドラマにも登場する（大抵は、毎回場を騒がせる迷惑キャラとしての登場）。以降の他シリーズ作品にもしばしば登場するが、設定は大幅に変わり、戦う事に「美学」と「誇り」を重んじる存在となっており、アトワイトとの関係については言及される事がない。
PSP版では「アクアラビリンス」に精神体として登場し、計5回戦うことになる。5回目の戦いでは、前述のサブノック、ダンタリオンと組んでいる。
漫画版では、殺害したスタンの存在は自分に深手を負わせた唯一の人間であるため、彼の恐怖のトラウマになっている。
ミクトラン (Micturan)
声 - 堀川りょう
天上人の王で天上軍の総司令官。クーデターで空中都市の全権力を掌握し、地上に対して暴政を敷いたことが天地戦争の契機となる。彼の死によって戦争は終結するが、前作『デスティニー』にて千年の時を経て復活する。前作ではラストボスとして登場したが、本作では登場場面はわずかで、あるイベントで登場しすぐに死亡する。この死亡時に魂をソーディアン・ベルセリオスに移し、後の世界で災厄を起こすことになる。
マグナディウエス (Magnuadioes)
声 - 千葉一伸
アクアヴェイルにある迷宮の主で闘神（種族は悪魔）。何らかの理由で封印されている。防御力は低いものの、それを補う他のボスを遥かに凌駕するHPと力を持ち、戦闘開始直後にこちらの残り体力を1にする「ラストヴァニッシャー」などを繰り出してくるなど、僅かの油断も許されない強敵で、時を操る能力を持っている。彼を倒すとなぜかジョニー・シデンが現れ、「ジョニーの楽器」を渡される。
難度を上げたり、倒した後もアクアラビリンスの階層が下がるにつれ、能力が強化された状態で再登場する。
リムル (Liml)
声 - 雪乃五月
ノイシュタットの闘技場のチャンピオンで、戦うことが大好きな少女。カイルのみ彼女と戦う権利がある。母親はスタンの妹リリスでカイルの従姉妹。親譲りの強さを持つ。なお、彼女との戦闘でカイルが奥義を使用すると、カウンターで「ディバインセイバー」→具現結晶「ソルブライト」を使用する。また、秘奥義を使用した場合、その秘奥義で彼女を倒しきれないと、問答無用で一撃必殺のカウンターを撃たれて敗北になる。
漫画版ではリーネで会い、カイルと一戦交える。
『ザ レイズ』ではプレイアブルキャラクターに昇格。
リリス (Lilith)
声 - 沢口千恵
35歳 / 身長不明 / 体重不明
スタンの妹で、カイルの叔母。潜在能力は兄に優るとも言われた猛者。低血圧で朝寝坊のひどい兄を起こすため、フライパンをおたまで打ち鳴らす「死者の目覚め」を開発した。その威力は本家という事もありしっかり耳をふさいでいても耳鳴りがするほど。現在は結婚し娘リムルを儲け、リーネで穏やかに暮らしている。なお夫は登場しない。若い頃はブラコン気味のお兄ちゃん子だったが、現在それは影を潜めている。料理が非常に得意で、偏食で味にうるさいジューダスすら満足させた。PSP版では闘技場で戦うことになる。秘奥義は原作通り「サンダーソード」。
ルー・フレッチ (Lo Fletch)
声 - 鉄炮塚葉子
ナナリーの弟。不治の病にかかった少年で、フォルトゥナ神団の救いを受けずにホープタウンで生活を送り、死亡する。彼の墓はホープタウンの外れにある。ただし、エンディング時にある条件をクリアすれば、助けることも可能。小説版ではいのまたが描いた彼のイラストが存在する。
漆黒の翼
18年前からメンバーは入れ替わっているものの、基本的には前作であるPS版『デスティニー』と立ち位置は変わりない。しかし、それは『デスティニー2』における「現代」での話に限り、『デスティニー2』には世界観の関係上、漆黒の翼がもう一組存在する。
天地戦争時代の地上軍には、潜入任務、要人警護、捕虜奪還、敵施設破壊など危険で困難な任務を次々と成功させた「漆黒の翼」と呼ばれる特殊部隊があった。度重なる戦果を挙げながらもメンバーはたったの3人だったとも言われ、地上軍にその名は轟き兵士の憧れの対象となっているが、ゲーム内ではその噂を聞くことしかできない。

## PlayStation Portable版
2007年2月15日、PSPへの移植版が発売された。以下にその変更点を挙げる。
- PSPのワイド画面に合わせるため上下両端をカットしている。そのため視認できる範囲はPS2版より狭い。
- 中断セーブのデータが、PS2版ではロード後に消滅したが、PSP版では維持されるようになった。この機能により、事実上いつでもどこでもセーブができるようになっている。
- 新たな敵キャラクターが追加された。
- 上に伴い、手に入るアイテムも追加されている。
- 一部の敵キャラクターの能力が変更された。
- グレードの評価基準が緩和された。
- ゲームクリアすると、グレードが1000ポイントプラスされる。
- グレードショップの内容が豊富になった。
- グレードショップでの特典購入に必要なグレード値が緩和された。
- 一部の術技の使用条件が緩和された。
- 一部の称号のステータス補正値が変更になった。
- 秘奥義・具現結晶のカットインが新規のものに差し替えられた（グレードショップでPS2バージョンに戻すこともできる）。また、一部のボスキャラクターにカットインが追加された。
- ゲーム中のイラストを鑑賞できる「イラスト本」のほか、すべてのムービーを鑑賞できるモードが追加。
- ジューダスの隠し秘奥義「真神煉獄刹」の発動条件が緩和された。

### ドラマチックDVD -ピーチグミ篇-
PSP版の初回特典DVD。ゲストはカイル、リアラ、ジューダス、バルバトスで「英雄」についての話をする。会話内容としては特に大きな問題を起こす事なく進むと思いきや、バルバトスが事あるごとに会話に乱入し、話の方向性からテンション、果てはキャラクターの設定すら逆転させてしまうオチ担当となっている。

## プロモーション
イラストコンテスト
2002年に行われた「東京ゲームショウ2002」のナムコブースに、シリーズのイラストを持参すると、先着順でオリジナルクリアファイル、優勝者には本作出演声優のサイン入りシナリオ台本5冊セット、準優勝者には本作のシナリオ台本3冊セットなどがプレゼントされた。
海外旅行キャンペーン
PS2版はSCEの「RPGの世界を旅しよう! キャンペーン」の対象商品となっており、本作にはドイツの古城ハイデルベルグへ行けるツアーが予定されていた。しかし、アメリカ同時多発テロ事件を筆頭とする世界情勢の影響でキャンペーンによるツアーは全て中止された。
予約特典
これまでに発売されたシリーズのオープニングムービー、東京ゲームショウ2002のナムコブースで行われたイベントの様子、本作の声優陣へのインタビューが収録されたDVDが付属。
発売記念イベント
2002年12月1日に秋葉原「アソビットシティ」にて開催。プロデューサーの吉積信、カイル役の福山潤、リアラ役の柚木涼香がゲスト出演した。

## 評価
PS2版は2001年1月から2002年3月までのゲームが対象となるThe 6th CESA GAME AWARDSでGAME AWARDS FUTUREを受賞。また、50万本以上を販売したタイトルに贈られるPlayStation Awardsの「ゴールドプライズ」を受賞した。

## 海外版
前作『テイルズ オブ エターニア』の英語版タイトルが『Tales of Destiny II』となっており、本作は発売されていない。2002年12月1日に行われた本作の発売記念イベントでの質疑応答では、「本作の海外版タイトルはどうなるのか」という質問に対し、プロデューサーの吉積信は「決まっていない」と答えていた。

## 関連作品

### 漫画
テイルズ オブ デスティニー2
MAKOTO2号により、『月刊Gファンタジー』にて連載。全5巻。内容は本編に忠実だが、場所やイベントが一部カットされたり、脚本や設定の変更も存在する。
1. 2004年1月27日発売、ISBN 4-7575-1130-2
2. 2004年8月27日発売、ISBN 4-7575-1259-7
3. 2005年2月26日発売、ISBN 4-7575-1376-3
4. 2005年10月5日発売、ISBN 4-7575-1538-3
5. 2006年5月27日発売、ISBN 4-7575-1693-2

ているず おぶ の食卓〜食べても配っても笑顔〜
『ビバ☆テイルズ オブ マガジン』2016 Winterに掲載。作画はわらなべ。ゲームに登場する料理「オリエンタルライス」をテーマとする作品。
この他、エニックス（→スクウェア・エニックス）から4コマ漫画が8巻、一迅社から4コマ漫画とアンソロジーコミックが1巻ずつ、エンターブレインからアンソロジーコミックが3巻刊行されている。

### 小説
テイルズ オブ デスティニー2
著者は結城聖、イラストはいのまたむつみ・松竹徳幸。スーパーダッシュ文庫より刊行。
1. 〜英雄を探す少女〜 2003年1月24日発売、ISBN 4-08-630109-1
2. 〜二人の聖女〜 2003年2月25日発売、ISBN 4-08-630114-8
3. 〜運命の果てに〜 2003年3月25日発売、ISBN 4-08-630118-0

テイルズ オブ デスティニー2 蒼黒の追憶（そうこくのとき）
著者は矢島さら、イラストはいのまたむつみ。ファミ通文庫より刊行。ジューダス、およびリオン・マグナスに関わりを持つ人々のエピソードを描いた番外編。
- 上 2003年3月20日発売、ISBN 4-7577-1323-1
- 中 2003年5月23日発売、ISBN 4-7577-1457-2
- 下 2003年7月29日発売、ISBN 4-7577-1513-7

テイルズ オブ デスティニー2 朱鷺色の風
著者は矢島さら、イラストはいのまたむつみ。ファミ通文庫より刊行。ナナリーに焦点を当てた番外編。
- 2003年9月20日発売、ISBN 4-7577-1578-1

### ドラマCD
- テイルズ オブ デスティニー2 第1巻（2003年4月26日発売[17]）
- テイルズ オブ デスティニー2 第2巻（2003年5月23日発売[17]）
- テイルズ オブ デスティニー2 第3巻（2003年6月25日発売[17]）
- テイルズ オブ デスティニー2 第4巻（2003年7月25日発売[17]）
- テイルズ オブ デスティニー2 第5巻（2003年8月22日発売[17]）

## 関連商品

### 書籍
- テイルズ オブ デスティニー2 ガイドブック（Vジャンプ編集部）（2002年12月12日発売[18]）ISBN 4-08-779206-4
- テイルズ オブ デスティニー2 オフィシャルガイドブック（2003年2月28日発売[16]）ISBN 4-7577-1353-3
- テイルズ オブ デスティニー2 スペシャルFANブック 別冊週刊ザ・プレイステーション2（2003年3月7日発売[16]）
- テイルズ オブ デスティニー キャラクターコレクション（2003年3月31日発売[16]）ISBN 4-8402-2349-1
- テイルズ オブ デスティニー2 ザ・マスターガイド「PSP版」（2007年2月15日発売[15]）ISBN 978-4-8402-3813-7
- テイルズ オブ デスティニー2 オフィシャルガイドブック-新装版-（2007年3月15日発売[15]）ISBN 978-4-7577-3484-5

### サウンドトラック
- 「テイルズ オブ デスティニー2」オリジナル・サウンドトラック

## 他のゲーム作品との関連
テイルズ オブ ザ ワールド なりきりダンジョン3（2005年1月6日発売）
シリーズキャラクター共演作品。パーティキャラクター6人がプレイヤーキャラクターとして、バルバトスとエルレインが敵キャラクターとして登場。また、この8人のなりきり服が登場。
NAMCO x CAPCOM（2005年5月26日発売）
ナムコとカプコンのキャラクターが共演するクロスオーバー作品。本作からはジューダス（スタン、ルーティ、リオン）が登場。
テイルズ オブ レジェンディア（2005年8月25日発売）
ジューダスの仮面が「骸骨の仮面」という名前のアイテムとして登場し、これを被ると装備者が豹変する。
テイルズ オブ ジ アビス（2005年12月15日発売）
ナナリーが闘技場の団体戦・エキシビジョンマッチにて『テイルズ オブ ファンタジア』のミント、『テイルズ オブ エターニア』のリッド、『テイルズ オブ デスティニー』のフィリアとパーティを組んで登場。リアラの人形がアニスの装備品として登場し、装備すると術「レイズデッド」を使用可能。
テイルズ オブ ザ ワールド レディアント マイソロジー（2006年12月21日発売）
シリーズキャラクター共演作品。ナナリーとハロルドがノンプレイヤーキャラクターとして登場。
テイルズ オブ シンフォニア -ラタトスクの騎士-（2008年8月26日発売）
スキットでプレセアが開発途中に盗まれたという、ジューダスマスクという仮面の話がある。
テイルズ オブ ヴェスペリア（2008年8月7日〈Xbox 360版〉、2009年9月17日発売〈PS3版〉）
バルバトスが「英雄を殺めし者」という名前で闘技場に登場。PS3版ではジューダスの衣装がユーリのコスチュームとして、エルレインの衣装がエステルのコスチュームとして登場。
テイルズ オブ ハーツ（2008年12月18日発売）
貴重品「青いスカーフ」を入手するとロニ、「仮面のようなもの」を入手するとジューダスを援護キャラクターとして呼び出せる。呼び出すとロニは「空破特攻弾」「スパイラルドライバー」「ファイナルプレイヤー」のどれか（選択可能）、ジューダスは「千裂虚光閃」を使用する。
テイルズ オブ ザ ワールド レディアント マイソロジー2（2009年1月29日発売）
シリーズキャラクター共演作品。カイル、リアラ、ナナリー、ハロルドがプレイヤーキャラクターとして、バルバトスが敵キャラクターとして登場。ダウンロードアイテムとしてジューダスの仮面が登場。
テイルズ オブ バーサス（2009年8月6日発売）
シリーズキャラクター共演作品。カイル、ナナリー、ハロルド、バルバトスがプレイヤーキャラクターとして登場。本作よりナナリーの声優が川上とも子の休業によりかかずゆみに変更となる。ロニの武器でもある斧がアイテムとして登場し、使用するとロニの秘奥義「ファイナルプレイヤー」を発動できる。
テイルズ オブ グレイセス（2009年12月10日発売）、テイルズ オブ グレイセス エフ（2010年12月2日発売）
リアラが闘技場に登場。『エフ』ではカイルの衣装がアスベルのコスチュームとして、ジューダスの衣装がリチャードのコスチュームとして、ハロルドの衣装がパスカルのコスチュームとして登場。
ヴィーナス&ブレイブス〜魔女と女神と滅びの予言〜（PSP版）（2011年1月20日発売）
バンダイナムコゲームスのRPG。カイルが登場し、本作品のキャラクターが彼の技を習得可能。
テイルズ オブ ザ ワールド レディアント マイソロジー3（2011年2月10日発売）
シリーズキャラクター共演作品。パーティキャラクター6人がプレイヤーキャラクターとして、バルバトスが敵キャラクターとして登場。
テイルズ オブ エクシリア（2011年9月8日発売）
バルバトスの衣装がローエンのコスチュームとして登場。
テイルズ オブ イノセンス R（2012年1月26日発売）
ロニの衣装がスパーダのコスチュームとして登場。
テイルズ オブ ザ ヒーローズ ツインブレイヴ（2012年2月23日発売）
シリーズキャラクター共演作品。カイル、リアラ、エルレインがプレイヤーキャラクターとして登場。
テイルズ オブ ザ ワールド タクティクス ユニオン（2012年7月2日配信）、テイルズ オブ ザ ワールド レーヴ ユナイティア（2014年10月23日発売）
シリーズキャラクター共演作品。『タクティクス ユニオン』ではハロルド、『レーヴ ユナイティア』ではさらにロニがプレイヤーキャラクターとして登場。
テイルズ オブ アスタリア（2014年4月3日配信〈Android版〉、2014年4月23日配信〈iOS版〉）
シリーズキャラクター共演作品。カイル、リアラ、ジューダス、ハロルドがメインストーリーに登場。
テイルズ オブ ザ レイズ（2017年2月28日配信）
シリーズキャラクター共演作品。カイル、リアラ、ロニ、ジューダス、ナナリー、ハロルド、リムル、バルバトス、エルレイン、ディムロス、アトワイト、シャルティエ、カーレル、マグナディウエスが登場。